# ديفيد فاركوهار
ديفيد فاركوهار (بالإنجليزية: David Farquhar)‏ هو سياسي أسترالي، ولد في 3 مارس 1927، وتوفي في 22 يونيو 2009. حزبياً، نشط في حزب العمال الأسترالي. وقد انتخب عضو مجلس نواب تسمانيا.